# مسلمو تاميل نادو مونيترا كازاغهام
مسلمو تاميل نادو مونيترا كازاغهام (المؤتمر التقدمي لمسلمي تاميل نادو) يُرمز له بـTMMK، هي منظمة إسلامية غير حكومية تأسست في ولاية تاميل نادو بالهند في عام 1995. وقد وصفت المنظمة نفسها في النشرات الإخبارية بأنها منظمة «ذات قاعدة جماهيرية».

## الخلفية
الهدف من منظمة TMMK هو حماية حقوق المجتمعات المسلمة بطريقة ديمقراطية. TMMK لها مكاتب فرعية في جميع مناطق ولاية تاميل نادو وفي العديد من قرى الولاية. كما أن لديها مكاتب في دول أجنبية، في ماليزيا والكويت والسعودية ودول الخليج الأخرى بها أكثر من مائة ألف عضو. شاركت المنظمة في أعمال الإغاثة من كارثة تسونامي وتقوم بالخدمات الاجتماعية بما في ذلك معسكرات التبرع بالدم، معسكرات معالجة العيون  وخدمات الإسعاف المجانية للفقراء.

## تصريحاتها حول الإرهاب
قد المنظمة أدانت عدة أعمال إرهابية في الهند وفي الأراضي الأجنبية. عندما أصدر تنظيم القاعدة فيديوًا متعلقًا بالهند الجنوبية، أدانت المنظمة ذلك ونصحت المسلمين الهنود بتجاهل مثل هذه الرسائل المليئة بالكراهية. وقال قائد المنظمة: "سيساعد هذا الرسالة فقط الجهات الأمنية في البلاد على استهداف شباب المسلمين بشكل أكبر في حال حدوث عمل إرهابي.” في عدة مناسبات، أدانت المنظمة أيضًا إسرائيل لوحشيتها ضد الشعب الفلسطيني. وقد أثارت أيضًا أصواتًا تدعو إلى التدخل الأممي لوقف إبادة الفلسطينيين. بالمثل، قامت المنظمة بالاحتجاج على إبادة الشعب التاميلي في سريلانكا ودعمت الحركة الثورية التاميلية (LTTE).